# منطقة حرة (فلم)
منطقة حرة (بالإنجليزية: Free Zone) فيلم إسرائيلي من إخراج عاموس غيتاي (بالإنجليزية: Amos Gitai)، تم تصويره في الأردن، وإطلاقه في مهرجان كان السينمائي في 19/5/2005، وهو يعرض رجال الأمن الأردنيون، خاصة على الحدود، بصورة طيبة، مسالمة، رقيقة، لكن عابرة وسريعة جداً، مقارنةً برجال الأمن على الجهة «الإسرائيلية»، الذين يغالون في التدقيق والتحقيق والتفتيش وسوء الأدب في بعض الأحيان، ولكن يبدو أن هذه اللقطات السريعة كانت الثمن الذي دفعه المخرج «الإسرائيلي» أموس غيتاي لكي يصنع فيلماً يسئ للأردن كله، شعباً وتراثاً وهوية، ولكي يرسل عدداً من الرسائل السياسية المباشرة وغير المباشرة في آنٍ معاً، رسائل تصب مباشرة في خدمة مشروع التطبيع والوطن البديل في الأردن.
والطريف طبعاً أن التدقيق على الحدود من الجهة «الإسرائيلية» كان مع الخارجين، أما التساهل من الجهة الأردنية للحدود، فكان مع الداخلين!! فهنا المديح لمن، والذم لمن؟!
فيلم «منطقة حرة» تدور أحداثه حول رحلة إلى المنطقة الحرة الواقعة في اللسان الحدودي الأردني الممتد جغرافياً بين سوريا والعراق والسعودية... وهو فيلم فاشل حسب عدد من النقاد السينمائيين، وخاسر مالياً. وقد بلغت موازنته مليون دولار وربع المليون، من مصادر «إسرائيلية» وأوروبية (بالتحديد بلجيكية وفرنسية وإسبانية)، وبلغت عائداته ربع مليون دولار فقط، أساساً من بعض دور العرض الأمريكية عام 2006.
وبالرغم من التعليقات السلبية إجمالاً لنقاد سينمائيين متعاطفين مع رسالة الفيلم «الإسرائيلية»، كما نجد في التعليقات الواردة عنه على موقع «بنك معلومات الأفلام على الإنترنت» Internet Movie Database، وموقع Rotten Tomatoes المتخصص بالنقد السينمائي، فإن «منطقة حرة» تم ترشيحه لجائزة «السعفة الذهبية» في مهرجان كان السينمائي، ولم ينلها، ولكنه نال جائزة أفضل ممثلة عام 2005، عن دور الممثلة «الإسرائيلية» حنة لازلو التي تحمل في الفيلم اسم «حنة» أيضاً.
وكما هي الحال دوماً عندما يكون هناك تمويل أوروبي لمشروع فني ما في «الشرق الأوسط»، كما في فيلم «سكر بنات» مثلاً، فإن ثمة تركيز مفرط على إبراز الدور النسائي وتهميش الرجل تماماً. وفي فيلم «منطقة حرة»، ثمة بطلات ثلاث، أما الممثلون الرجال، فلا أدوار رئيسية لهم، ويأخذون في المرات القليلة التي يظهرون فيها أدواراً ثانوية تماماً، سلبية في معظم الأحيان، محايدة أحياناً، إيجابية مرة واحدة فقط (من المنظور التطبيعي للفيلم). وتحتل النساءُ الثلاثة الشاشةَ معظم الوقت.
قصة الفيلم تدور حول رحلة تقوم بها النساء الثلاثة في السيارة عبر الأردن باتجاه المنطقة الحرة، وهي رحلة تطبيع نسائية تشارك فيها «الإسرائيلية» حنة لازلو (حنة)، والأمريكية ناتالي بورتمان (ربيكا)، والفلسطينية هيام عباس (ليلى).
حنة لازلو التي نالت جائزة أفضل ممثلة على دورها في «منطقة حرة» بالمناسبة هي أقل الثلاثة شهرة... فناتالي بورتمان لعبت دور البطولة الرئيسي في فيلم هوليوودي شهير هو «ثاء تعبيراً عن ثأر» V for Vendetta، الذي سبق أن تناولناه، كما لعبت في الثالثة عشرة من عمرها، عام 1994، دور بطولة رئيسي في فيلم ليون: المحترف Leon: The Professional. أما هيام عباس، من مدينة الناصرة العربية المحتلة، فقد لعبت أدواراً مهمة في أفلام مثل «الجنة الآن»، و«العروس السورية»، و«ميونيخ».
المهم، تحمل النسوة الثلاث الجنسية «الإسرائيلية»، وفي الواقع، ولدت ناتالي بورتمان في القدس من أب يهودي-«إسرائيلي» وأم أمريكية، وهذا الأمر تشير إليه حنة لازلو في الفيلم، عندما تقول حنة لناتالي: «أنت من أب يهودي وأم غير يهودية... هذا يعني أنك لست يهودية»!!! إذن بين «الإسرائيليات» الثلاث، تنال جائزة أفضل ممثلة أكثرهن يهودية... فعالم الأفلام الغربية هو عالم يهودي أساساً، ومن هنا أهمية تشريحه نقدياً.
وتبدأ الرحلة من تل أبيب باتجاه الأردن، عبر الحدود.. الفيلم يفتتح في تاكسي، تقوده حنة لازلو، وتجلس في مقعده الخلفي ناتالي بورتمان، بأغنية تقليدية لعيد الفصح اليهودي «شاد غاديا»، هي في الواقع مسروقة من التراث الآرامي... وعلى النغم الحزين لأغنية «شاد غاديا» تدخل ناتالي بورتمان (ربيكا) نوبةً من البكاء المتواصل، حزناً على فراق خطيبها... وهي أغنية ينشدها الأطفال بالمناسبة، طابعها تراكمي، مثل قصة بريق الزيت، وكأنه يتحدث عن قصة الصراع، وتنتهي هكذا: إلى متى تستمر حلقة الرعب هذه؟ حلقة المضطَهِد والمضطَهَد؟ الجلاد والضحية؟ متى يتوقف هذا الجنون؟ ما الذي تغير هذا العام؟ أنا الذي تغيرت... كنت حملاً خنوعاً، فأصبحت نمراً، ذئباً برياً، والآن لم أعد أعرف من أنا!!!
والطريف أن تلك النهاية الدرامية المسييسة التي أضافها المخرج عاموس غيتاي لأغنية عيد الفصح اليهودي ليست موجودة في النص الأصلي أو التقليدي للأغنية كما هي موجودة على المواقع اليهودية على الإنترنت. وبعد نهاية أغنية عيد الفصح اليهودي يأتي صوت الآذان، ثم قرع أجراس الكنائس... المهم هو تأسيس المنظور الديني للصراع وفكرة التطبيع الديني... الذي يسمونه اليوم «حوار الأديان» أحياناً.
تنتهي ربيكا (ناتالي بورتمان) من بكائها، وتطلب من سائقة التاكسي حنة لازلو أن تأخذها معها خارج البلاد. وتسير السيارة في نهاية فصل الشتاء عبر معبر وادي الأردن- تل الأربعين – الشيخ حسن – المشارع – بلدية شرحبيل بن حسنة – ثم تأتي فجأة وقفة ومشهد تمثيلي يضم الممثل عدنان طرابشي في ما يبدو أنه محطة باب عمان عند مدخل مدينة جرش. وهناك يدعو الممثل طرابشي حنة وربيكا لشرب القهوة، فتقبل ربيكا فقط. ويسألها من أين أتيتا، فترد ربيكا، أنا من نيويورك، أما حنة فمن تل أبيب... يرد طرابشي: تل أبيب!!! هل تعلمين (مع ترحيب كبير) من أين أنا؟ أنا من يافا. عادي جداً إذن. وأهلاً.
بعد مشهد محطة البنزين تستمر الرحلة بالسيارة عبر الأردن، فنجد أنفسنا قرب العلم الكبير على أطراف عمان، ثم عند مدخل جبل التاج، ثم مجمع رغدان بالمحطة، ثم طريق الزرقاء، فالأزرق... باتجاه المنطقة الحرة.
وقد استعان كاتب هذه السطور بأصدقاء للتعرف على والتأكد من أسماء المناطق المصورة في الفيلم، بالإضافة لإشارات الشوارع، ويبدو أن الطريق التي اتخذها المخرج أموس غيتاي من معبر وادي الأردن إلى المنطقة الحرة كانت متعرجة جداً. لكن عبر كل تلك الطريق العابرة للأردن من غربه إلى شرقه: 1) لا نلتقي إلا بلاجئين فلسطينيين، وهذه نقطة مهمة ذات مغزى، إذ لا يوجد بين الشخصيات الناطقة بالعربية بالفيلم كله، باستثناء ضباط الحدود اللطيفين، إلا لاجئون فلسطينيون، فهل يعطي لطف الضباط عن رسالة خفية بأن الأردن هو الوطن البديل؟
2) عبر كل الرحلة، لا تظهر قطعة أرض مزروعة واحدة في الفيلم، بالرغم من وجود أشجار وخيام وكميات مهولة من الأغنام والماعز والجمال أحياناً. فكأن الأردن بلد للرعاة فقط، لا زراعة فيه، بينما تذكر حنة لازلو أكثر من مرة، خلال الفيلم، البيوت الزجاجية الزراعية التي يعمل فيها الفلسطينيون في «إسرائيل»، وزراعة عائلتها للورود في صحراء النجف، للتصدير إلى أوروبا، بعد معاناة «طردهم من ياميت في سيناء»... إذن على الرغم من أن الأردن لا يصور كصحراء قاحلة، كما فعل فيلم «مملكة السماء» مثلاً في الكرك، فإن اخضراره الشتوي يذهب هدراً في الفيلم، بينما يزرع «الإسرائيليون» الصحراء.
وعندما تصل ربيكا وحنة الشركة التي تريدان الوصول إليها في المنطقة الحرة، تظهر الممثلة هيام عباس بدور ليلي، وتكتمل الصورة إذ يتضح، كتتمة لمحادثة هاتفية على الطريق بين حنة وليلى، أن حنة أتت لتطالب بحقوق مالية لزوجها عند زوج ليلى الذي يدير شركة لبيع السيارات المصفحة، التي يصنعها زوج حنة، إلى العراق.
تدخل حنة وربيكا إلى مكتب ليلى وزوجها، ونشاهد للحظات خلف مكتب ليلى صوراً مألوفة جداً: خريطة فلسطين، صورة كبيرة للبتراء، ثم، في الخارج، عند الباب، بسرعة، نشاهد مرتين متتاليتين صورة الحرم المكي الشريف في إطار من الكلمات العبرية!!! تطبيع الديني وصور سريعة تدخل اللاوعي...
فأين زوج حنة، ولمَ لم يأتِ بنفسه؟ لأن «الإرهابيين» الفلسطينيين استهدفوا مزرعته في النجف بصاروخ أو قذيفة فأصيب بجراح... والمسكين زوجته حنة تقلق عليه بسبب جراحه الخطرة!!!
وأين زوج ليلى؟ زوج ليلى في قريتهم ليتعامل مع ابنه المجنون المتأثر بالأصوليين الإسلاميين... والزوج اسمه سمير، والابن وليد.
تقول ليلى لحنة بأن عليهما أن تذهبا إلى القرية للحصول على المال الموجود حالياً مع وليد... وعندما تصل ليلى وحنة وربيكا إلى القرية، نجدها وقد اشتعلت فيها النار، بسبب قيام شبابها بالاحتجاج على الحداثة، ويأتي وليد الملتحي ليعطي أمه زبدة الفكرة: لقد أشعلنا لك القرية كي تستطيعي إشعال سجائرك... فهي مشكلة الحداثة التي يتعاطي معها وليد وأصدقاؤه بحرق القرية وبيوتها... ويهدد الأب بأن الأم تسبب فضيحة لهم بالبلد... لماذا؟ ليس واضحاً، سوى أنها تعمل. فهي لم تقم بما يعيب أبداً.
القرية طبعاً يوجد فيها الكثير من النخيل، والبيوت الطينية، والماعز والغنم، ولا توجد أرض مزروعة، ونسمع قصة خطيرة من سمير، اللاجئ الفلسطيني، كما يعرف نفسه، زوج ليلى، بأن القرية بنيت عندما كان في العاشرة من عمره بعد اللجوء، وبعدها تم اكتشاف الماء، فقام سكانها اللاجئين بزراعة حقول الخضروات فيها، فجاء لاجئون آخرون يوماً وحرقوها ودمروها لأنهم رأوا أن من زرع تلك الخضروات نسي معاناة اللاجئين، وبأن الهدف يجب أن يكون العودة، لا العيش الكريم هنا... والمقصود هنا هو التهكم على "لا عقلانية" من يفكرون بالعودة بدلاً من نسيانها والتمتع بالرفاهية والازدهار في الأردن... إذن القرية فيها ماء، ولكن ليس فيها من يريد أن يستخدمه للزراعة. فاضطر سمير طبعاً للخروج من تلك الظروف بالهجرة إلى أمريكا، ولذلك يسمونه في الفيلم": الأمريكي! فزوج ليلى هو الأمريكي الذي يريد منه زوج حنة «الإسرائيلي» حقوقاً مالية، ولكن زوج ليلى ليس أمريكياً في الواقع بل فلسطيني... وهو يقول ذلك بنفسه في الفيلم.
وفي طريق العودة تنسجم النسوة الثلاثة معاً للحد الأقصى، وتغنين معاً، وينسين الصراع والدنيا. وفي تلك اللحظات، تتجاوز المرأة الصراع بقدرتها على التعاطف والتفهم تجاه غيرها من النساء.
وفي أحد الحوارات السابقة لتلك الرحلة، تسأل ليلى حنة: من أين أنت؟ تجب حنة: «من إسرائيل». «قبلها؟» تتابع ليلى.. «من أوشفيتز»، تجيب حنة. وأوشفيتز بالطبع هو المعتقل النازي الذي مورست فيه ما يسمى «المحرقة» اليهودية مع غيره من المعتقلات النازية، ونسمع من حنة وهي تروي قصة أهلها لربيكا أن الاضطهاد النازي هو ما دفع أهلها للمجيء إلى فلسطين... علينا أن نتفهم إذن.
وفي طريق الوصول إلى المنطقة الحرة تشرح حنة لربيكا عن خط أنابيب النفط الذي وضعه البريطانيون بين حيفا والعراق... وهي رسالة أخرى للفيلم، في الموضع الجغرافي المناسب.
وبعد القرية تخبر ليلى حنة بأن وليد أخذ مالها وعاد به «للجهة الأخرى» لكي يوزعه على اللاجئين، فهو يرى أنهم أحق به، وهو يصور في الفيلم كمجنون طبعاً. فتلحقان به بسيارة حنة، مع ربيكا، في رحلة عودة تنتهي عند المعبر من جديد. وعند الحدود الأردنية تبدأن الجدال حول المال الذي تدين به عائلة ليلى لعائلة حنة. ربيكا تهرب من السيارة عند الوصول إلى الجهة الأردنية وتسير سيراً باتجاه إسرائيل، فيما يستمر الجدال بين ليلى وحنة حتى هبوط الليل، عندما تبدأ أغنية «شاد غاديا» بالعزف من جديد: قصة إبريق الزيت، الصراع الذي لا ينتهي.
أما ربيكا، فتختفي عبر الجهة «الإسرائيلية» من الحدود. وقد عادت بعد أن تجاوزت قصة خطيبها الذي تركته بعد اعترافه لها، أنه بعد مهمة قتالية في أحد المخيمات الفلسطينية، اضطر للبقاء بين جثث «الإرهابيين» للحفاظ على الأسلحة التي غنموها ريثما تصل تعزيزات، فاكتشف صوتاً يبكي، تبين أنه صوت زوجة أحد أولئك «الإرهابيين القتلى»، وأنه أقام معها علاقة قرب تلك الجثث. فأية إهانة تلك ليس فقط لأرواح الشهداء، بل لكل ضمير عربي!
الفيلم بالإنكليزية أساساً، مع الكثير من العبرية، وبعض العربية، ومشهد واحد بالإسبانية.